# Перти

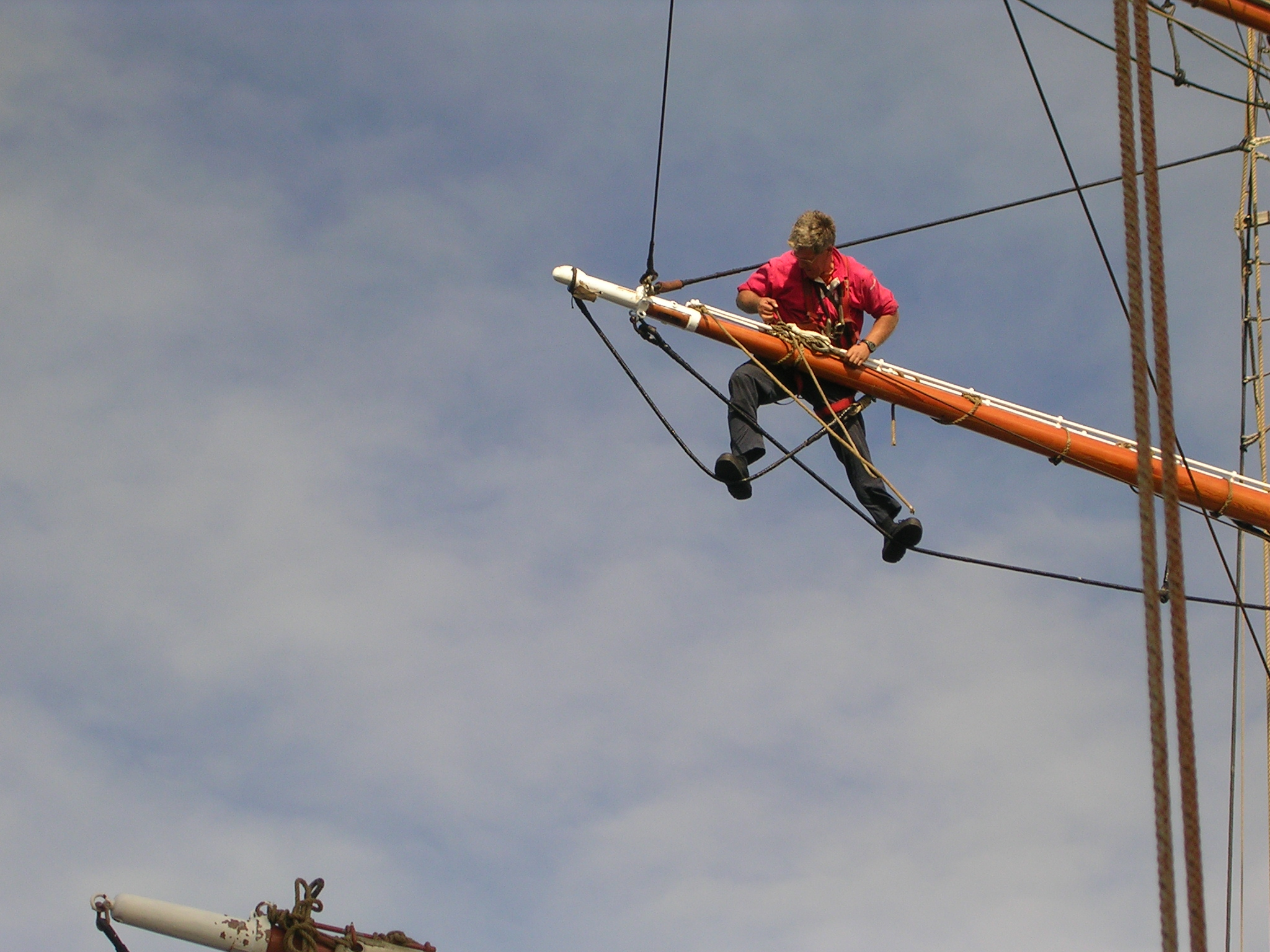
Матрос на реї зі звичайними і ноковими пертами.

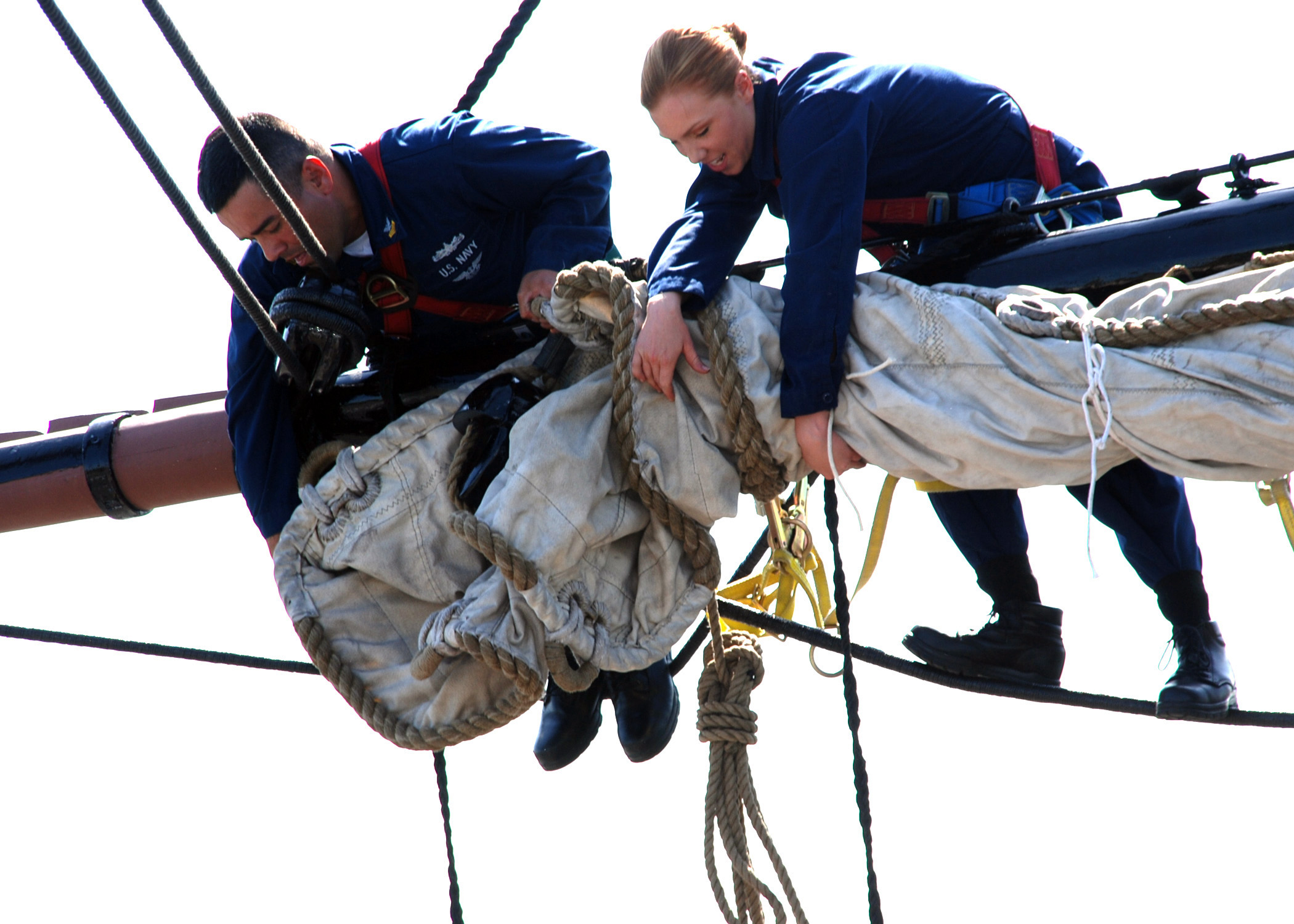
Прибирання вітрила на реї фрегата «Конституція»

Перти (від нід. paarden, дос. «коні») — троси, протягнуті під реєю. Перти нижніх реїв мали товщину 1,75 дюйма, на верхніх реях вони були дещо тонше. Мабуть, перти з'явилися після 1640 року і спочатку лише на нижніх реях. Після 1680 року їх встановлюють на марса-реях, а до кінця XVII століття на всіх реях, за винятком бегін- і бовен-блінда-рей.
За допомогою пертів, стаючи на них ногами і лягаючи на рею (з боку корми), матроси кріплять і прибирають вітрила або беруть на них рифи. Перти проходять на відстані близько 80 сантиметрів реї; закріплені одним кінцем біля її середини (за щоглою після кріпильних планок), а іншим — біля нока. На деяких реях додатково встановлюються нокові перти, закріплені зовнішнім кінцем ще дальше на ноку. Для утримання пертів на потрібній відстані від реї і запобігання надмірному провисанню вони підтримуються обнесеними навколо реї короткими стропами — підпертками, віддаленими один від одного. Перти утлегаря (утлегар-перти) виконують з одного троса, спорядженого посередині розрубним огоном, а на кінцях — огонами з коушами; огон надівають на нок утлегаря, коуші бензелями кріпляться до обухів на езельгофті бушприта. Щоб ноги матросів не ковзали по пертах, на них часто в'язали вузли-кнопи.
Троси для пертів обробляють тренцюванням і клетнюванням, а для кріплення до обухів реї споряджають огонами. Перти і підпертки на сучасних вітрильних суднах виготовляються зі сталевих тросів.